# Хаслах им Кинцигтал
Хаслах им Кинцигтал (њем. Haslach im Kinzigtal) град је у њемачкој савезној држави Баден-Виртемберг. Једно је од 51 општинског средишта округа Ортенау. Према процјени из 2010. у граду је живјело 6.992 становника. Посједује регионалну шифру (AGS) 8317040.

## Географски и демографски подаци
Хаслах им Кинцигтал се налази у савезној држави Баден-Виртемберг у округу Ортенау. Град се налази на надморској висини од 217 метара. Површина општине износи 18,7 km². У самом граду је, према процјени из 2010. године, живјело 6.992 становника. Просјечна густина становништва износи 374 становника/km².

## Међународна сарадња
| Мјесто        | Држава    | Врста сарадње | Од    |
| ------------- | --------- | ------------- | ----- |
| Лањи сир Марн | Француска | партнерство   | 1969. |
| Извор         |           |               |       |